# КК Црнокоса
КК Црнокоса је српски кошаркашки клуб из Косјерића. Због финансијске ситуације клуб је одустао од Кошаркашке лиге Србије. Клуб је добио назив Црнокоса по истоименом брду у близини Косјерића. Навијачка група Кошаркашког тима Црнокоса из Косјерића је навијачка група „БАГРА“, која је настала крајем 2010. године.
Од сезоне 2011/12. се такмичио у Другој лиги Србије, након што је у сезони 2010/11. заузео претпоследње место у Кошаркашкој лиги Србије и испао у нижи ранг. Великим успехом у сезони 2012/13. кошаркаши кошаркашког клуба „Црнокоса“ су се поново вратили у елитно српско такмичење Прву Кошаркашку лигу Србије.

## Први тим у сезони 2013/14
- Урош Апић
- Никола Христов
- Бошко Јововић
- Слободан Љуботина
- Душан Милошевић
- Никола Никић
- Милош Павловић
- Марко Петронијевић
- Милош Петронијевић
- Раденко Пилчевић
- Мирослав Радић
- Никола Рондовић
- Немања Станимировић
- Срђан Стојановић
- Богић Вујошевић